# Погач, Йожеф
Йожеф Погач (венг. Pogáts József; 10 июля 1928, Будапешт — 18 марта 2004, Будапешт) — венгерский шахматист.

## Биография
В 1951 году получил степень доктора права в Будапешсткого университета. С 1951 по 1959 год работал шахматным инструктором, с 1959 по 1971 год был внутренним ревизором в Венгерском инвестиционном банке, а с 1971 по 1981 год работал юристом в министерстве металлургии и машиностроения Венгрии.
В чемпионатах Венгрии по шахматам участвовал шестнадцать раз (1950—1972). В первом своем чемпионате показал лучший результат, разделив 3-е — 4-е место и получив бронзовую медаль и звание национального мастера. В 1958 году был шестым, в 1961 году поделил 5-е — 7-е место, также занял шестое место в 1962 году, а в 1966 поделил 4-е — 5-е место.
Представлял сборную Венгрии на крупнейших командных шахматных турнирах:
- в шахматной олимпиаде участвовал в 1952 году;
- в командных чемпионатах Европы по шахматам участвовал два раза (1961, 1965). Оба раза в командном зачете завоевал бронзовую медаль, а в индивидуальном зачете завоевал серебряную медаль. На командном чемпионате Европы 1961 года отличился своей победой над советским шахматистом Львом Полугаевским, которую одержал в 18 ходов в сицилианской защите[1].

На международном турнире в Дебрецене в 1961 году выполнил норму международного мастера по шахматам, но международная шахматная федерация не присвоила ему это звание. Лишь в 1983 году, когда ФИДЕ ввело звание мастер ФИДЕ, был одним из первых шахматистов, получивших это звание.
Был известен также как шахматный композитор. Свою первую задачу опубликовал в 1943 году, а серьезно занимался шахматной композицией с 1966 года. Работал в основном в жанре сказочных шахмат. Его работы часто публиковались в самом престижном издании для шахматных проблемистов — «Альбом ФИДЕ».